# Zigwadesmus brunneus
Zigwadesmus brunneus är en mångfotingart som beskrevs av Chamberlin 1918. Zigwadesmus brunneus ingår i släktet Zigwadesmus och familjen Chelodesmidae. Inga underarter finns listade i Catalogue of Life.